# Borys Melnyk
Borys Petrowytsch Melnyk (ukrainisch Борис Петрович Мельник; * 2. Februar 1945 in Winnyzja, Ukrainische SSR; † 24. November 2016 in Israel) war ein sowjetischer Sportschütze aus der Ukraine.

## Erfolge
Borys Melnyk nahm an den Olympischen Spielen 1972 in München und 1976 in Montreal teil. Im Dreistellungskampf mit dem Freien Gewehr erzielte er 1972 wie Lones Wigger das beste Resultat des Wettbewerbs mit insgesamt 1155 Punkten. Die Entscheidung brachte die letzte Schussserie im knienden Anschlag, bei der sich Wigger mit 97 Punkten durchsetzte, da Melnyk nur auf 96 Punkte kam und somit die Silbermedaille erhielt. Bei den Spielen 1976 trat er mit dem Kleinkalibergewehr im liegenden Anschlag an, kam jedoch mit 591 Punkten nicht über den zwölften Rang hinaus.
1970 wurde Melnyk in Phoenix mit dem Freien Gewehr im Mannschaftswettbewerb des knienden Anschlags Weltmeister sowie Vizeweltmeister in den Mannschaftskonkurrenzen mit dem Freien Gewehr im stehenden Anschlag, im liegenden Anschlag und im Dreistellungskampf. In Thun sicherte er sich 1974 vier weitere Silbermedaillen: erneut belegte er im stehenden Anschlag, im liegenden Anschlag und im Dreistellungskampf im Mannschaftswettbewerb mit dem Freien Gewehr den zweiten Platz, wie auch mit der Mannschaft mit dem Armeegewehr im Dreistellungskampf. Melnyk wurde zunächst 1969 in Pilsen mit dem Standardgewehr im Dreistellungskampf sowie drei Jahre darauf in Belgrad mit dem Luftgewehr Europameister. Darüber hinaus sicherte er sich in Mannschaftswettbewerben weitere sieben EM-Titel.
Melnyk war Major der Sowjetarmee. Nach der Auflösung der Sowjetunion wurde er Trainer der ukrainischen Sportschützen-Nationalmannschaft. In den 2000er-Jahren emigrierte er nach Israel, wo er am 24. November 2016 starb.